# Malpaso, San Luis Potosí
Malpaso är en ort i Mexiko.   Den ligger i kommunen Moctezuma och delstaten San Luis Potosí, i den centrala delen av landet, 400 km nordväst om huvudstaden Mexico City. Malpaso ligger 1 903 meter över havet och antalet invånare är 243.
Terrängen runt Malpaso är huvudsakligen kuperad, men den allra närmaste omgivningen är platt. Runt Malpaso är det tätbefolkat, med 591 invånare per kvadratkilometer. Närmaste större samhälle är El Zapote, 17,1 km söder om Malpaso. Omgivningarna runt Malpaso är i huvudsak ett öppet busklandskap.